# El Ochenta y Seis
El Ochenta y Seis är en ort i Mexiko.   Den ligger i kommunen Acaponeta och delstaten Nayarit, i den centrala delen av landet, 700 km nordväst om huvudstaden Mexico City. El Ochenta y Seis ligger 84 meter över havet och antalet invånare är 131.
Terrängen runt El Ochenta y Seis är platt åt sydväst, men åt nordost är den kuperad. Runt El Ochenta y Seis är det ganska glesbefolkat, med 25 invånare per kvadratkilometer. Närmaste större samhälle är Acaponeta, 2,5 km söder om El Ochenta y Seis. Omgivningarna runt El Ochenta y Seis är en mosaik av jordbruksmark och naturlig växtlighet.